# サンリオ男子
サンリオ男子（サンリオだんし）は、サンリオキャラクターが好きな男子高校生たちが登場する、サンリオのメディアミックス・プロジェクトである。Twitter、漫画、ゲーム、テレビアニメなどで様々なメディア展開が行われている。

## 開発の狙い
サンリオの広報担当者によると、2次元に偏見のない今どきの10代の女性をターゲットに、イケメンのサンリオ男子たちを好きになることで、さらにサンリオのキャラクターを好きになってもらいたいという意図が開発のきっかけだったという。また、これまでサンリオのキャラクターに関心のなかった人や、2次元キャラクターが好きな女性に興味を持ってもらいたいという意図もあったという。また、実在している人物であるかのようなリアリティにはこだわったという。メディアごとにキャラクターと舞台設定は共有するものの、異なるストーリーが用意されているが、これは様々なストーリーの中から一番好きなものを選んでほしいという意図があるという。

## 反響
ORICON STYLEは、サンリオ男子が「衝撃と好感をもって受け入れられている」とし、老舗キャラクター企業としてのノウハウを生かした戦略に「気概を感じる」としている。モデルプレスは、「『本当にいそう』なリアル感が人気の要因となっている」としている。

## 登場人物
担当声優は、ゲーム版、テレビアニメ版共通。
演は舞台版キャストで、特記がない者は全公演共通。舞台版のみのキャラクターとキャストは#舞台を参照。

### 主要人物
長谷川 康太（はせがわ こうた）
声 - 江口拓也、齋藤綾（幼少期）/ 演 - 北川尚弥（2018年 - 2021年）、坪倉康晴（2023年秋）
4月15日生まれ / 2年3組 / 帰宅部 / 身長:171cm
祖母（声 - 一城みゆ希）からもらったポムポムプリンの人形を大切にしていたが、祖母が亡くなるとそのことを恥じて隠すようになった。しかしあるとき、同学年の水野祐が恥じずにサンリオキャラクターの小物を持っていることに驚き、プリンが好きな自分を肯定できるようになっていった。サンリオ男子の中で最初に「康太」と呼んだのは祐である。その後、他のメンバーからも「康太」、諒からは「康太くん」と呼ばれる。女子の話を聞いて「唯一の地味キャラ」であることを知りへこむが、祐たちに「お前が必要だ」と言われ、サンリオ男子仲間での自分の立ち位置を得る。

水野 祐（みずの ゆう）
声 - 斉藤壮馬、松田利冴（幼少期）/演 - 笹森裕貴（2018年 - 2021年）、橋本勇大（2023年秋）
7月17日生まれ / 2年4組 / 帰宅部 / 身長:175cm
両親が共働きであるため、妹の面倒を見ており、妹が好きなマイメロディの雑貨を使うようになった。思春期の妹との関係に悩んでいたが、康太と友人となったことで正面から向き合えるようになった。隙あらば女子にマイメロディが好きであることをアピールしようとするが、根は面倒見がよい。サンリオ男子仲間の間ではよく他のメンバーを見ているのに気付いた康太に（康太が提案したサンリオ男子仲間の）ミュージカルの脚本を頼まれる。学校内では「祐」と呼ばれたいようで、康太や誠一郎たちに「祐」、諒に「祐くん」と呼ばれる。
視力が悪い様でアニメのオープニングでコンタクトレンズのようなものを付けている。

吉野 俊介（よしの しゅんすけ）
声 - 大須賀純、池田海咲（幼少期）/演 - 吉澤翼（2018年 及び 2019年アフタートーク 及び 2021年 及び 2023年秋）
6月7日生まれ / 2年4組 / サッカー部 / 身長:180cm
サッカー部のエースストライカーで、不愛想だが女子にはモテる。自分が好きだという女子にどう対応していいかわからず冷たく接していたが、康太と祐に相手の気持ちを考えるように諭されて態度を改めた。ただ今のところは彼女を作る気はない。初恋の人にハローキティのお守りをもらって試合に勝てたことがきっかけで、キティを勝利の女神のように尊敬するようになった。あまり口に出さないタイプだが、やんちゃな祐を窘（たしな）める事も有り、康太たちのバランスパーソンとなっている。ファンの女子にあまり心を開けないような人見知りで寂しがりなところがあり、幼馴染の祐やサッカー部のメンバーに対しても距離を置いていたが、康太との出会いがきっかけで心を開くようになった。

西宮 諒（にしみや りょう）
声 - 花倉洸幸 / 演 - 宮崎湧（2018年 - 2021年）、宮脇優（2023年秋）
9月16日生まれ / 1年5組 / 図書委員 / 身長:165cm
自身の男らしくない容姿にコンプレックスを持っている。女の子のように育ったこととリトルツインスターズが好きなことを恥と考えていて、自己嫌悪に陥っていたが、誠一郎に「何が好きかは自分の自由」と言われて立ち直った。人見知りで友人は多くないが、親しい人には甘えてしまう。康太たちとサンリオ趣味の話から衝突して、仲裁に入った誠一郎にも激高するが…誠一郎が倒れたことがきっかけで康太の忠告から、誠一郎、2年生（康太たち同時）の順番に和解する。家族は両親、姉二人の五人家族で…彼はそういう影響も受けていたからサンリオ趣味に対して反発するそぶりを見せていた（女子や祐に「かわいい」、「諒ちゃん」といわれるのに抵抗が有り、俺と自称する）。彼は逃げるように父のいる英国への移住を望んでいたが、康太たちと親しくなったことで父の進める英国移住を固辞した。

源 誠一郎（みなもと せいいちろう）
声 - 内田雄馬、小市眞琴（幼少期）/演 - 和合真一（2018年 及び 2021年）、上山航平（2023年秋）
3月2日生まれ / 3年1組 / 弓道部 / 身長:182cm
生徒会長で弓道部主将でもある。幼いころピューロランドでシナモロールに触れた思い出が忘れられず、自分でもその思いが理解できずにいた。しかし、他のサンリオ男子たちを知ることで、シナモンに癒されたいという自分の心を受け入れられるようになった。面倒見のいいところがあり、諒のことも気にかけていた。諒と康太たちがサンリオ趣味で衝突していたのをきっかけに、彼らの仲間になる。両親と兄との4人家族で、彼の堅物な性格は父譲りと思われる。兄は緩い性格で祐に似ている。祐に「下の名前で呼んでほしい」と言われたので、康太、祐、俊介を下の名前で呼び捨て、諒に対しては本人の希望で「西宮」と呼ぶ。康太たちの仲間になってからは自分のいる生徒会室を開放し、「サンリオ男子ルーム」にしている。

雨ケ谷 昴（あまがや すばる）
声 - 松岡禎丞 / 演 - 貴志晃平（2018年 - 2019年）、今井俊斗（2023年秋）
10月8日生まれ / 1年3組 / 帰宅部 / 身長:174cm
中学受験に失敗したことで、教育熱心な母親に反発してヤンキースタイルになった。バッドばつ丸の自由奔放さにあこがれている。康太たちとの交流から、母親とのわだかまりは解けつつある。内心諒と仲良くしたいと思いながら、甘やかされて育った彼が気に入らず、素直になることができないでいる。

菅見 直樹（すがみ なおき）
声 - 羽多野渉 / 演 - 平牧仁（2018年）、影山達也（2023年秋）
5月13日生まれ / 29歳 / 水泳部顧問 / 身長:179cm
2年3組の副担任。幼いころけろけろけろっぴが好きだったが、自分からはそのことを言い出せずにいた。そのため、サンリオキャラクターが好きなことで友情を育む生徒たちをまぶしく思っている。

テオ・ギュントーリ
声 - 未定

### その他の人物
町田 大和（まちだ やまと）
声 - 岸尾だいすけ
アニメでは、康太を溺愛する友人で、軽音楽部に所属する。康太とお互いに「ハセ」「マッチ」と呼びあう。祐たちに嫉妬するそぶりを見せるが、祐に「康太のために音楽の提供を頼む」と言われ、喜んで協力した。
土屋 正（つちや ただし）
声 - 鈴木千尋
康太と町田の友人。町田に対する突っ込み担当、一見軽薄そうに見えるが康太たちをうまくまとめる事も有る。
水野 由梨（みずの ゆり）
声 - 藤田茜
祐の妹。受験生で兄たちの活動に反発する一方、兄を独占したい気持ちもある。
松尾 智（まつお とも）
声 - 古川慎
俊介のサッカー部のキャプテン。

## メディア展開

### Twitter
2015年11月20日にアカウントが作られ、ほぼ毎日更新されている。ときには画像とともに、サンリオ男子の日常が綴られている。
KAI-YOU.netの記事では、サンリオ男子を商品やイベント紹介のための読者モデルのような存在であると解説している。また、うたの☆プリンスさまっ♪がキャラクターごとにアカウントを用意していることと対比して、5人でアカウントを共有している形をカップル共同アカウントのようだとし、仲の良い一般人同士が綴るツイートから小出しにされる日常の様子から、キャラクターの設定や関係を想像する楽しみがあるとしている。

### 漫画
2016年4月から2018年7月までSho-ComiとMangaONEで連載された。作者は杏堂まい。Sho-Comiではヒロインとサンリオ男子との恋愛が描かれ、MangaONEでは男子たちの日常が描かれている。
1. 2016年7月22日発売[20]、ISBN 978-4-09-138505-5
2. 2017年2月24日発売[20]、ISBN 978-4-09-139156-8
3. 2017年7月26日発売[20]、ISBN 978-4-09-139476-7
4. 2017年11月24日発売[20]、ISBN 978-4-09-139766-9
5. 2018年3月26日発売[20]、ISBN 978-4-09-870011-0
6. 2018年8月24日発売[20]、ISBN 978-4-09-870215-2

### ゲーム
2016年9月13日から、『サンリオ男子 〜わたし、恋を、知りました。〜』のタイトルでサイバードによってスマートフォン向け恋愛ゲームが運営されていた。2017年10月にマイネットによって買収され、アニメの放送に合わせてゲームの再設計を行った。
主題歌「Fun! Fantastic girl!」
楽曲：Elements Garden
歌：サンリオ男子（長谷川康太〈江口拓也〉・水野祐〈斉藤壮馬〉・吉野俊介〈大須賀純〉・西宮諒〈花倉洸幸〉・源誠一郎〈内田雄馬〉）

### キャラクターCD
2017年3月8日から2017年9月20日にかけて、『サンリオ男子 Birthday Memorial CD』のタイトルでキャラクターソングとシュチュエーションボイスを収録したCDがリリースされた。
1. サンリオ男子 Birthday Memorial CD Vol.1 A maze（源誠一郎〈cv.内田雄馬〉） 2017年3月8日発売 規格品番 PCCG-70381
2. サンリオ男子 Birthday Memorial CD Vol.2 Happy Sunny Day（長谷川康太〈cv.江口拓也〉） 2017年4月26日発売 規格品番 PCCG-70382
3. サンリオ男子 Birthday Memorial CD Vol.3 First Pass（吉野俊介〈cv大須賀純〉） 2017年6月7日発売 規格品番 PCCG-70383
4. サンリオ男子 Birthday Memorial CD Vol.4 Moonlight（水野祐〈cv.斉藤壮馬〉） 2017年7月19日発売 規格品番 PCCG-70384
5. サンリオ男子 Birthday Memorial CD vol.5 Love-Rinth（西宮諒〈cv.花倉洸幸〉） 2017年9月20日発売 規格品番 PCCG-70385

### 小説
2017年12月以降、複数の出版社から小説が発売されている。
- サンリオ男子 俺たちの冬休み　著：静月遠火 、メディアワークス文庫、2017年12月22日発売、ISBN 978-4-04-893579-1
- サンリオ男子 好きと嫌いのアシンメトリー　著：後白河安寿、コバルト文庫、2017年12月26日発売、ISBN 978-4-08-608061-3
- サンリオ男子 勇気と奇跡のサンリオピューロランド　著：後白河安寿、コバルト文庫、2018年3月30日発売、ISBN 978-4-08-608068-2

### テレビアニメ
2017年2月3日のサンリオEXPOにてTVアニメ化が発表され、2018年1月より3月までTOKYO MX・MBSほかにて放送された。

#### スタッフ
- 原作 - サンリオ[25]
- 監督 - 工藤昌史[25]
- シリーズ構成 - あおしまたかし[25]
- キャラクターデザイン - 中嶋敦子[25]
- プロップデザイン - 岩永悦宜
- 美術監督 - 森尾麻紀
- 色彩設計 - 阿部みゆき
- 撮影監督 - 荻原猛夫
- 編集 - 齋藤朱里
- 音響監督 - 菊田浩巳[25]
- 音楽 - 藤田淳平[25]
- 音楽プロデューサー - 横尾勇亮、高畑裕一郎
- 音楽制作 - ポニーキャニオン[25]
- プロデューサー - 松岡貴徳、皆川真穂、萩原良輔、宮城惣次、国岡奈緒子、籠田直樹
- アニメーションプロデューサー - 小澤一由
- アニメーション制作 - studio ぴえろ[25]
- 制作協力 - studio ぴえろ+[25]
- 製作 - 聖川高校PTA

#### 主題歌
オープニングテーマ「青春インターリュード」（第3話 - 第11話）
作詞 - RUCCA / 作曲 - 藤田淳平 / 編曲 - 笠井雄太 / 歌 - サンリオ男子［長谷川康太（江口拓也）、水野祐（斉藤壮馬）、吉野俊介（大須賀純）、西宮諒（花倉洸幸）、源誠一郎（内田雄馬）］
エンディングテーマ「Now on dream!」（第1話 - 第11話）
作詞 - RUCCA / 作曲 - 藤田淳平 / 編曲 - 笠井雄太 / 歌 - サンリオ男子［長谷川康太（江口拓也）、水野祐（斉藤壮馬）、吉野俊介（大須賀純）、西宮諒 （花倉洸幸）、源誠一郎（内田雄馬）］
挿入歌「心に花束を」（第12話）
作詞 - RUCCA / 作曲 - 藤田淳平 / 編曲 - 笠井雄太 / 歌 - サンリオ男子［長谷川康太（江口拓也）、水野祐（斉藤壮馬）、吉野俊介（大須賀純）、西宮諒 （花倉洸幸）、源誠一郎（内田雄馬）］

#### 各話リスト
| 話数   | サブタイトル             | 脚本           | 絵コンテ          | 演出                       | 作画監督 | 総作画監督                                     |
| ------ | ------------------------ | -------------- | ----------------- | -------------------------- | --- | ---------------------------------------------- |
| 第1話  | はじまりはポムポムプリン | あおしまたかし | 工藤昌史          | 工藤昌史                   | 大西貴子、大竹紀子、牛尾優衣 杉園真希、津曲大介                                                                 | 中嶋敦子                                       |
| 第2話  | 雨上がりのギフトゲート   | あおしまたかし | 工藤昌史          | 川西泰二                   | Park Myong Hun, Seo Jin Won Kim Kyoung Hwan                                                                     | 森田恵                                         |
| 第3話  | マイ♪シスター・ブルー    | 鴻野貴光       | 黒瀬大輔          | 伊部勇志                   | 上杉尊史、齋藤香織、鈴木彩子 ふくだのりゆき、加藤拓馬、熊田明子 板井寛樹、森田恵、大竹紀子 河村明夫、河島久美子 | 高橋敦子、加藤久美子                           |
| 第4話  | ハローフレンズ！         | 子安秀明       | 佐々木真哉        | 佐々木真哉                 | 宮田瑠美、服部憲知、河村明夫 下島誠、佐藤育子                                                                   | 森田恵                                         |
| 第5話  | 壊れたバラ色雲           | 杉原研二       | サトウシンジ      | 又野弘道                   | 板井寛樹、片岡恵美子、加藤義貴 熊田明子、斎藤和也、齋藤香織 志生野好、鈴木彩子                                  | 高橋敦子、加藤久美子                           |
| 第6話  | 遠いお空の雲の上         | 杉原研二       | 小寺勝之          | 川西泰二                   | 大西貴子、大竹紀子、Park Myoung Hun Kim Kyoung Hwan                                                             | 工藤裕加                                       |
| 第7話  | ミラクルなホリデー       | あおしまたかし | 工藤昌史          | 清水明                     | 野上慎也、桝井一平、木村なづき                                                                                  | 高橋敦子、加藤久美子                           |
| 第8話  | キラキラ狂想曲           | 鴻野貴光       | 小寺勝之          | 長岡義孝                   | Kim Yoon Joung、Kim Kyoung Hwan                                                                                 | 中村深雪、高橋敦子 加藤久美子、森田恵          |
| 第9話  | 男子's バケーション！    | 子安秀明       | 佐々木勅嘉        | 飯村正之                   | 小川一郎、川口弘明 飯飼一幸、宇都木勇 In Tae Sun、木上烔仁                                                      | 中村深雪、加藤久美子 森田恵                    |
| 第10話 | ゆめ星雲おもいやり星     | 杉原研二       | 小寺勝之          | 佐々木達也 又野弘道        | Park Hey Ran、Kim Yoo Mi Hue Hey Jung、Shin Myoung Joo Park Jae Sok、Joo Chang Hyun                             | -                                              |
| 第11話 | IN THE DARK              | あおしまたかし | 加瀬充子          | 有馬是馬                   | 野上慎也、小林ゆかり、竹内昭 桝井一平、木村なづき                                                               | 高橋敦子、加藤久美子 森田恵、中村深雪          |
| 第12話 | ともだちの魔法           | あおしまたかし | 小寺勝之 工藤昌史 | 川西泰二 長岡義孝 工藤昌史 | 大西貴子、大竹紀子 Kim Yoon Joung、Kim Kyoung Hwan                                                              | 中嶋敦子、高橋敦子 加藤久美子、森田恵 中村深雪 |

#### 放送局
| 放送期間                 | 放送時間                     | 放送局       | 対象地域   | 備考                               |
| ------------------------ | ---------------------------- | ------------ | ---------- | ---------------------------------- |
| 2018年1月6日 - 3月24日   | 土曜 22:00 - 22:30           | TOKYO MX     | 東京都     |                                    |
| 2018年1月7日 - 3月25日   | 日曜 2:08 - 2:38（土曜深夜） | 毎日放送     | 近畿広域圏 | 字幕放送 / 『アニメシャワー』第1部 |
| 2018年1月9日 - 3月27日   | 火曜 2:00 - 2:30（月曜深夜） | TVQ九州放送  | 福岡県     |                                    |
|                          | 火曜 2:35 - 3:05（月曜深夜） | テレビ愛知   | 愛知県     |                                    |
|                          | 火曜 23:00 - 23:30           | AT-X         | 日本全域   | CS放送 / リピート放送あり          |
| 2018年1月12日 - 3月30日  | 金曜 2:05 - 2:35（木曜深夜） | テレビ北海道 | 北海道     |                                    |
| 2018年1月13日 - 3月31日  | 土曜 1:59 - 2:29（金曜深夜） | ミヤギテレビ | 宮城県     |                                    |
| 2018年1月16日 - 3月26日  | 火曜 2:24 - 2:54（月曜深夜） | テレビ大分   | 大分県     | 初回2話連続放送                    |
| 2019年10月2日 - 12月25日 | 水曜 1:00 - 1:30（火曜深夜） | BS日テレ     | 日本全域   |                                    |

| 配信期間               | 配信時間                   | 配信サイト |
| ---------------------- | -------------------------- | --- |
| 2018年1月7日 - 3月25日 | 日曜 2:38（土曜深夜） 更新 | MBS動画イズム / TVer |
| 2018年1月9日 - 3月27日 | 不明                       | AbemaTV 新作TVアニメチャンネル GYAO! ニコニコ生放送 dアニメストア アニメ放題 バンダイチャンネル FOD ビデオパス Rakuten TV J:COMオンデマンド メガパック ビデオマーケット ニコニコチャンネル Amazonビデオ MBS動画イズム444 |

#### BD / DVD
| 巻 | 発売日        | 収録話          | 規格品番   | 規格品番   |
| 巻 | 発売日        | 収録話          | BD         | DVD        |
| -- | ------------- | --------------- | ---------- | ---------- |
| 1  | 2018年3月21日 | 第1話 - 第2話   | PCXP-50571 | PCBP-53571 |
| 2  | 2018年4月18日 | 第3話 - 第4話   | PCXP-50572 | PCBP-53572 |
| 3  | 2018年5月16日 | 第5話 - 第6話   | PCXP-50573 | PCBP-53573 |
| 4  | 2018年6月20日 | 第7話 - 第8話   | PCXP-50574 | PCBP-53574 |
| 5  | 2018年7月18日 | 第9話 - 第10話  | PCXP-50575 | PCBP-53575 |
| 6  | 2018年8月15日 | 第11話 - 第12話 | PCXP-50576 | PCBP-53576 |

### 舞台
主催：ミラクル☆ステージ『サンリオ男子』製作委員会。

#### 公演リスト
ミラクル☆ステージ『サンリオ男子』
2018年3月24日のテレビアニメ最終回放送終了に併せ、2018年冬の舞台化が発表された。ネルケプランニングとの連名プロデュース。2018年4月25日にサンリオピューロランドにて、キャストビジュアルお披露目会が行われた。
2018年11月29日から12月9日の日程で、東京都の天王洲 銀河劇場を会場にて公演。脚本は亀田真二郎、演出は伊藤マサミ、振付はTETSUHARU、音楽はYu（vague）。物語は学校やピューロランドを舞台としてサンリオ男子たちの日常が描かれた。オリジナルキャラクターとして、関西のサンリオ男子が登場する他、スペシャルゲストにハローキティが全公演、マイメロディ、ポムポムプリンが日替わりで公演に出演した。
ミラクル☆ステージ『サンリオ男子』〜ハーモニーの魔法〜
2019年11月8日から17日の日程で、東京都の品川プリンスホテル クラブeXを会場にて公演。脚本は亀田真二郎、演出は伊藤マサミ、振付はEBATO、音楽はYu（vague）、作詞は浅井さやか。
物語は大分県にあるハーモニーランドを目指して進行し、東京・関西・九州サンリオ男子たちの交流やアイデンティティに関する葛藤を描いた。オリジナルキャラクターとして、前作から引き続き関西のサンリオ男子「羽倉虎男」「若野ゆず」が登場し、新たなキャラクターである九州のサンリオ男子の他、スペシャルゲストにハローキティが全公演、ポムポムプリン、こぎみゅんが日替わりで公演に出演した。
アフタートークで2018年版舞台に出演したキャラクターである「豊原夢ノ介」「吉野俊介」「柏木智博」も登場した。
ミラクル☆ステージ『サンリオ男子』〜KAWAII Evolution〜
2021年7月15日から25日の日程で東京都の品川プリンスホテル クラブeX、2021年7月30日から8月1日の日程で京都府の京都劇場を会場にて公演。脚本は亀田真二郎、演出は伊藤マサミ、振付はEBATO、音楽はYu（vague）、作詞は浅井さやか。オリジナルキャラクターとして、以前の作品から引き続き関西のサンリオ男子の「豊原夢ノ介」「羽倉虎男」「柏木智博」「若野ゆず」「藤田潤」、同じく九州のサンリオ男子の「梅崎慎矢」「糸永壱郎」「緒方尊比古」と、新たなキャラクター「寺田如恵留」「浜田和生」のほか、スペシャルゲストにハローキティとポムポムプリンが全公演、シナモロールとクロミが日替わりで公演に出演した。
ミラクル☆ステージ『サンリオ男子』 〜KIRAKIRA KANSAI PARADE #世界クロミ化計画～
2023年3月24日から4月2日の日程でAiiA 2.5 Theater Kobe、2023年4月14日から16日の日程で品川プリンスホテル クラブeXにて上演された。脚本は亀田真二郎、演出は青木道弘、振付はEBATO、音楽はYu（vague）、作詞は浅井さやか。シリーズ初のスピンオフ作品で、主演は羽倉虎男が務める。オリジナルキャラクターとして、以前の作品から引き続き関西のサンリオ男子の「豊原夢ノ介」「羽倉虎男」「柏木智博」「若野ゆず」「藤田潤」、新たなキャラクター「紫崎怜生」「白谷恭也」「桃原宗汰」「黄楊進」「黄楊歩」のほか、スペシャルゲストにクロミが全公演、ハローキティ、ポチャッコが日替わりで出演した。
当初は4月7日から16日の日程で東京公演が開催される予定だったが、公演関係者の新型コロナウイルス感染の影響で中止となった。
ミラクル☆ステージ『サンリオ男子』 〜One More Time〜
2023年11月10日から19日の日程でI'M A SHOWにて上演された。脚本は亀田真二郎、演出は伊藤マサミ、振付はEBATO、音楽はYu（vague）、作詞は浅井さやか。本公演は2018年の初演の再演であるが、新たなサンリオ男子たちを迎え、初演からさらにパワーアップして上演する。オリジナルキャラクターとして、以前の作品から引き続き関西のサンリオ男子の「豊原夢ノ介」「羽倉虎男」「若野ゆず」「藤田潤」と、「紫崎怜生」「桃原宗汰」のほか、スペシャルゲストにハローキティが全公演、ポムポムプリン、バッドばつ丸が日替わりで出演した。

#### キャスト（舞台版）
舞台オリジナルキャラクター
関西のサンリオ男子
豊原夢ノ介
演 - 定本楓馬（2018年 及び 2019年アフタートーク）、澁木稜（2021年）、三原大樹（2023年春 - 同年秋）
好きなキャラはハローキティ。
羽倉虎男
演 - 北乃颯希（全公演）
好きなキャラはクロミ。
柏木智博
演 - 髙﨑俊吾（2018年 及び 2019年アフタートーク）、泰江和明（2021年 - 2023年春）
好きなキャラはポチャッコ。
若野ゆず
演 - 與座亘（2018年 - 2019年）、大見拓土（2021年 - 2023年秋）
好きなキャラはKIRIMIちゃん.。
藤田潤
演 - 宮城紘大（2018年）、伊崎龍次郎（2021年 - 2023年秋）
好きなキャラはタキシードサム。
九州のサンリオ男子
古賀康弘
演 - 世古口凌（2019年）
好きなキャラはこぎみゅん。
梅崎慎矢
演 - 梅津瑞樹（2019年 - 2021年）
好きなキャラはハローキティ。
糸永壱郎
演 - 大崎捺希（2019年 - 2021年）
好きなキャラはハンギョドン。
緒方尊比古
演 - 武子直輝（2019年 - 2021年）
好きなキャラはマイスウィートピアノ。
その他
寺田如恵留
演 - Lil Noah（2021年）
好きなキャラはペックル。
浜田和生
演 - 川上将大（2021年）
好きなキャラはハローキティ。
紫崎怜生
演 - 安部瞬（2023年春 - 同年秋）
好きなキャラはハローキティ。
白谷恭也
演 - 山野光（2023年春）
好きなキャラはコロコロクリリン。
桃原宗汰
演 - 中原弘貴（2023年春 - 同年秋）
好きなキャラはマロンクリーム。
黄楊進
演 - 渡邉駿輝（2023年春）
好きなキャラはパティ。
黄楊歩
演 - 白石康介（2023年春）
好きなキャラはジミー。